# Équipe de France de beach soccer en 2012
Maillots
En 2012, l'équipe de France de beach soccer joue l'Euro Beach Soccer Cup puis Euro Beach Soccer League et les qualifications pour la Coupe du monde 2013.

## Résumé
L'objectif pour cette année 2012 est de se qualifier pour la Coupe du monde 2013 à Tahiti. Pour cela, il faut faire partie des cinq meilleures équipes européennes. Les Nleus ont également l'ambition de se maintenir en Division A de l'Euro Beach Soccer League.
Les Bleus participent à l'Euro Beach Soccer Cup du 17 au 19 février 2012 à Moscou (Russie). Qualifiés pour les quarts de finale, les Français perdent lourdement face à la Russie (5-1). La France finie 7e après une courte défaite contre l’Espagne (3-2) et une victoire contre la Roumanie (6-4),.
Lors de la première étape de l'Euro Beach Soccer League 2012, la France retrouve la Russie à Terracina (Italie) pour une nouvelle défaite (9-6). Les Bleus rencontrent ensuite le Portugal (défaite 6-3),. Français et Espagnols s'affronte dans le dernier match de la mort pour sauver leur première étape et leur chance de qualification. Menant 4-1 à la fin du premier tiers, les Bleus sont rejoints et s'incline aux tirs au but (5-5).
Les qualifications de la zone Europe pour la Coupe du monde 2013 ont aussi lieu à Moscou du 1er au 8 juillet 2012. Après une défaite lors du premier match contre les Tchèques (6-4), la France obtient deux victoires contre les Roumains et les Estoniens sur le même score de 4 buts à 3. Au terme de ce premier tour, les Français terminent second du groupe F à égalité avec la République tchèque mais départagé à la différence de buts. Les Bleus disputent donc les barrages pour l'accession au second tour. Pour ce match décisif, les Tricolores battent le Portugal (3-3 tab 4-3). Dans le second tour, opposés à la Russie, aux Pays-Bas et à la Biélorussie, les Bleus perdent leur match contre les Hollandais aux tirs-au-but (4-4 tab 5-6) avant que cet exercice leur soit favorable contre les Biélorusses (6-6 tab 6-5). Ils perdent leur dernier match décisif contre les Russes (8-5) et abandonnent tout espoir de qualification. Les Tricolores terminent 3e du groupe derrière leur premier adversaire et disent adieu à la Coupe du monde 2013,.
La seconde manche de l'Euro Beach Soccer League a lieu à Berlin pour les Tricolores. Les Bleus doivent au moins gagner un match pour éviter de jouer une nouvelle fois les barrages et une descente à l'échelon inférieur. Pour le quatrième France-Russie de l'année, le finale est identique (2-5),. Contre la Roumanie, troisième de l'année, les Bleus sont menés rapidement 1-4 mais égalisent avant le terme avant de perdre en prolongation (4-5),. Contre l'Italie, entre deux équipes à zéro point, l'enjeu est d'éviter la dernière place au classement final. À la fin de la première période, l'avantage est pour la Squadra Azurra (3-1). La France remonte jusqu'à mener 6-4 mais s'incline finalement 8-6. La France est alors condamnée à vivre une troisième finale de promotion consécutive,,.
L’équipe de France joue son maintien face aux meilleures nations de la Division B du 23 au 26 août 2012 à La Haye (Pays-Bas) lors de la Superfinale de l'EBSL. La France doit gagner tous ses matchs car seul le vainqueur du tournoi jouera en division A en 2013. La France gagne son premier match contre les Tchèques (5-3) mais perd le second face aux Ukrainiens (6-2) et abandonne tout espoir de jouer en Division A. La suite du tournoi est constituée de matchs de classement. La France perd le sien pour la 5e place contre les Pays-Bas (7-4) et termine donc 6e,.

## Matchs

### Calendrier
| Date               | Compétition               | Adversaire  | Résultat         | Buteur(s) français                              |
| ------------------ | ------------------------- | ----------- | ---------------- | ----------------------------------------------- |
| 17-19 février 2012 | EBSC quart de finale      | Russie      | 1-5              | Touchat                                         |
| 17-19 février 2012 | EBSC 5-8e place           | Espagne     | 2-3              | Basquaise + csc                                 |
| 17-19 février 2012 | EBSC 7e place             | Roumanie    | 6-4              | Samoun (2), Basquaise (2), F. Mendy et Barbotti |
| 8-10 juin 2012     | EBSL stage 1              | Russie      | 6-9              | Pagis (3), Fayos (2) et Basquaise               |
| 8-10 juin 2012     | EBSL stage 1              | Portugal    | 3-6              | Pagis, Édouard et Fayos                         |
| 8-10 juin 2012     | EBSL stage 1              | Espagne     | 5-5 (0-1 au tab) | Basquaise (2), A. Mendy, Pagis et Samoun        |
| 1-7 juillet 2012   | Qualif. CdM 1er tour      | Tchéquie    | 4-6              | Basquaise, Fort et Pagis (2)                    |
| 1-7 juillet 2012   | Qualif. CdM 1er tour      | Estonie     | 4-3              | Pagis, Samoun, Édouard et Basquaise             |
| 1-7 juillet 2012   | Qualif. CdM 1er tour      | Roumanie    | 4-3              | François, F.Mendy et Pagis + csc                |
| 1-7 juillet 2012   | Qualif. CdM barrage       | Portugal    | 3-3 (4-3 tab)    | Basquaise (2), François                         |
| 1-7 juillet 2012   | Qualif. CdM 2e tour       | Pays-Bas    | 4-4 (5-6 tab)    | Basquaise (2), Pagis, François                  |
| 1-7 juillet 2012   | Qualif. CdM 2e tour       | Biélorussie | 6-6 (6-5 tab)    | Pagis (2), Basquaise, Samoun (2), A. Mendy      |
| 1-7 juillet 2012   | Qualif. CdM 2e tour       | Russie      | 5-8              | Pagis (3), Basquaise et François                |
| 3-5 août 2012      | EBSL stage 2              | Russie      | 2-5              | Samoun et Basquaise                             |
| 3-5 août 2012      | EBSL stage 2              | Roumanie    | 4-5 ap           | Favolini, Édouard, François et Samoun           |
| 3-5 août 2012      | EBSL stage 2              | Italie      | 6-8              | Samoun, Basquaise (3), François et F.Mendy      |
| 23-26 août         | Superfinale EBSL groupe   | Tchéquie    | 5-3              | Iborra, A. Mendy, Pagis, Basquaise + csc        |
| 23-26 août         | Superfinale EBSL groupe   | Ukraine     | 2-6              | Pagis (2)                                       |
| 23-26 août         | Superfinale EBSL 5e place | Pays-Bas    | 4-7              | Basquaise (2), Marques, Gnepo                   |

### Bilan
| Rang | Équipe | Pts | J  | G | N | P  | Bp | Bc | Diff |
| ---- | ------ | --- | -- | - | - | -- | -- | -- | ---- |
| #    | France | 18  | 19 | 6 | 0 | 13 | 76 | 99 | -23  |

### Détails des rencontres
| Euro BS Cup - quart de finale | Russie                                         | 5 - 1      | France         |                                   |                                   |
| 17 février 2012 19:00         | D. Shishin 21e, 32e, 35e · A. Makarov 16e, 21e | (0-0, 3-1) | 24e G. Touchat | Luzhniki Palace of Sports, Moscou | Luzhniki Palace of Sports, Moscou |
| 17 février 2012 19:00         | rapport                                        |            |                | Luzhniki Palace of Sports, Moscou | Luzhniki Palace of Sports, Moscou |

| Euro BS Cup - 5e-8e place | France                                 | 2 - 3      | Espagne                  |                                   |                                   |
| 18 février 2012 14:15     | C. Torres 16e (csc) · J. Basquaise 28e | (0-2, 1-2) | 3e, 7e Kuman · 31e Pajon | Luzhniki Palace of Sports, Moscou | Luzhniki Palace of Sports, Moscou |
| 18 février 2012 14:15     | rapport                                |            |                          | Luzhniki Palace of Sports, Moscou | Luzhniki Palace of Sports, Moscou |

| Euro BS Cup - 7e place | Roumanie                                                      | 4 - 6      | France                                                                     |                                   |                                   |
| 19 février 2012 13:00  | L. Croituru 6e, 25e · J. Basquaise 16e (csc) · L. Chirilă 31e | (1-1, 2-4) | 6e, 26e D. Samoun · 18e, 30e J. Basquaise · 16e F. Mendy · 20e A. Barbotti | Luzhniki Palace of Sports, Moscou | Luzhniki Palace of Sports, Moscou |
| 19 février 2012 13:00  | rapport                                                       |            |                                                                            | Luzhniki Palace of Sports, Moscou | Luzhniki Palace of Sports, Moscou |

| Euro BS League - étape 1 | France                                                     | 6 - 9      | Russie                                                                                  |                            |                            |
| 8 juin 2012 13:45        | M. Pagis 10e 23e 24e · A. Fayos 22e 36e · J. Basquaise 36e | (1-3, 4-5) | 4e 4e 23e 28e 36e D. Shishin · 10e 31e E. Eremeev · 16e E. Shaykov · 32e Y. Gorchinskiy | Rive di Traiano, Terracina | Rive di Traiano, Terracina |
| 8 juin 2012 13:45        | Rapport                                                    |            |                                                                                         | Rive di Traiano, Terracina | Rive di Traiano, Terracina |

| Euro BS League - étape 1 | Portugal                                                                  | 6 - 3      | France                                          |                            |                            |
| 9 juin 2012 16:15        | Belchior 6e · Madjer 12e 12e · Rui Coimbra 16e · B. Novo 22e · Jordan 33e | (3-2, 5-2) | 12e M. Pagis · 12e J.-M. Edouard · 35e A. Fayos | Rive di Traiano, Terracina | Rive di Traiano, Terracina |
| 9 juin 2012 16:15        | Rapport                                                                   |            |                                                 | Rive di Traiano, Terracina | Rive di Traiano, Terracina |

| Euro BS League - étape 1 | Espagne                                                      | 5 - 5 a. p. 1 - 0 t. a. b. | France                                                         |                            |                            |
| 10 juin 2012 14:00       | R. Amarelle 2e 15e · D. Samoun 14e (csc) · J. Torres 26e 28e | (1-4, 3-4)                 | 2e 3e J. Basquaise · 5e A. Mendy · 8e M. Pagis · 31e D. Samoun | Rive di Traiano, Terracina | Rive di Traiano, Terracina |
| 10 juin 2012 14:00       | Rapport                                                      |                            |                                                                | Rive di Traiano, Terracina | Rive di Traiano, Terracina |
| 10 juin 2012 14:00       | R. Amarelle                                                  | Tirs au but 1 - 0          | M. Pagis                                                       | Rive di Traiano, Terracina | Rive di Traiano, Terracina |

| Qualif. Coupe du monde 2013 - 1er tour | France                                                                                                 | 4 – 6   | Tchéquie |        |        |
| 1er juillet 2012                       | Basquaise · Fort · Pagis                                                                               |         |          | Moscou | Moscou |
| 1er juillet 2012                       | Fort , Gasset - Basquaise, Édouard, Fayos, François, A. Mendy, F. Mendy, Pagis, Samoun, Soares, Tossem | Équipes | rapport  | Moscou | Moscou |

| Qualif. Coupe du monde 2013 - 1er tour | France                                                                                                 | 4 – 3      | Estonie |        |        |
| 2 juillet 2012                         | Pagis 10e · Samoun · Édouard · Basquaise                                                               | (1-1, 4-1) |         | Moscou | Moscou |
| 2 juillet 2012                         | rapport                                                                                                |            |         | Moscou | Moscou |
| 2 juillet 2012                         | Fort , Gasset - Basquaise, Édouard, Fayos, François, A. Mendy, F. Mendy, Pagis, Samoun, Soares, Tossem | Équipes    |         | Moscou | Moscou |

| Qualif. Coupe du monde 2013 - 1er tour | France                                                                                                 | 4 – 3      | Roumanie                           |        |        |
| 3 juillet 2012                         | François 7e · F.Mendy 10e · Gandac 15e (csc) · Pagis 21e                                               | (2-1, 4-2) | 8e Gandac · 26e Croi · 31e Prouste | Moscou | Moscou |
| 3 juillet 2012                         | rapport                                                                                                |            |                                    | Moscou | Moscou |
| 3 juillet 2012                         | Fort , Gasset - Basquaise, Édouard, Fayos, François, A. Mendy, F. Mendy, Pagis, Samoun, Soares, Tossem | Équipes    |                                    | Moscou | Moscou |

| Qualif. Coupe du monde 2013 - barrage | France                                                                                                 | 3 – 3 4 - 3 t. a. b. | Portugal          |        |        |
| 4 juillet 2012                        | Basquaise · François                                                                                   | (?, 0-3, 3-3)        | Belchior · Madjer | Moscou | Moscou |
| 4 juillet 2012                        | rapport                                                                                                |                      |                   | Moscou | Moscou |
| 4 juillet 2012                        | Edouard · François · Samoun · Basquaise                                                                | Tirs au but 4 - 3    | · Lucio Carmo ·   | Moscou | Moscou |
| 4 juillet 2012                        | Fort , Gasset - Basquaise, Édouard, Fayos, François, A. Mendy, F. Mendy, Pagis, Samoun, Soares, Tossem | Équipes              |                   | Moscou | Moscou |

| Qualif. Coupe du monde 2013 - 2d tour | France                                                                                                 | 4 – 4 a. p. 5 - 6 t. a. b. | Pays-Bas                                  |        |        |
| 5 juillet 2012                        | Basquaise 1re 14e · Pagis · François                                                                   | (1-2, 2-3, 4-4)            | 1re 1re 30e Van Gessel · 20e (pen.) Tosch | Moscou | Moscou |
| 5 juillet 2012                        | rapport                                                                                                |                            |                                           | Moscou | Moscou |
| 5 juillet 2012                        | Samoun · Mendy                                                                                         | Tirs au but 5 - 6          |                                           | Moscou | Moscou |
| 5 juillet 2012                        | Fort , Gasset - Basquaise, Édouard, Fayos, François, A. Mendy, F. Mendy, Pagis, Samoun, Soares, Tossem | Équipes                    |                                           | Moscou | Moscou |

| Qualif. Coupe du monde 2013 - 2d tour | France                                                                                                 | 6 – 6 a. p. 6 - 5 t. a. b. | Biélorussie                                                                                         |        |        |
| 6 juillet 2012                        | (1-0 et 4-4) Pagis · (2-0) Basquaise · (3-0 et 6-5) Samoun · (5-5) A. Mendy                            |                            | Krupitsa (3-1) · Karpau (3-2) · Bryshtsel (3-3) · Trafinau (3-4) · Shvaira (4-5) · Minanovich (6-6) | Moscou | Moscou |
| 6 juillet 2012                        | rapport                                                                                                |                            | | Moscou | Moscou |
| 6 juillet 2012                        | Basquaise · François · Pagis · Samoun · Tossem · Fayos · Edouard                                       | Tirs au but 6 - 5          | · Bokach · Ilyin ·                                                                                  | Moscou | Moscou |
| 6 juillet 2012                        | Fort , Gasset - Basquaise, Édouard, Fayos, François, A. Mendy, F. Mendy, Pagis, Samoun, Soares, Tossem | Équipes                    | | Moscou | Moscou |

| Qualif. Coupe du monde 2013 - 2d tour | France                                                                                                 | 5 – 8    | Russie |        |        |
| 7 juillet 2012                        | Pagis · Basquaise · François                                                                           | (?, 5-5) |        | Moscou | Moscou |
| 7 juillet 2012                        | rapport                                                                                                |          |        | Moscou | Moscou |
| 7 juillet 2012                        | Fort , Gasset - Basquaise, Édouard, Fayos, François, A. Mendy, F. Mendy, Pagis, Samoun, Soares, Tossem | Équipes  |        | Moscou | Moscou |

| Euro BS League - étape 2 | France                          | 2 - 5      | Russie                                                   |                                               |                                               |
| 3 août 2012 15:00        | D. Samoun 7e · J. Basquaise 25e | (1-1, 1-2) | 11e 22e 25e D. Shishin · 26e A. Makarov · 32e E. Eremeev | O2 World, Berlin Arbitrage : Tomas Winiarcyzk | O2 World, Berlin Arbitrage : Tomas Winiarcyzk |
| 3 août 2012 15:00        | Rapport                         |            |                                                          | O2 World, Berlin Arbitrage : Tomas Winiarcyzk | O2 World, Berlin Arbitrage : Tomas Winiarcyzk |

| Euro BS League - étape 2 | Roumanie                                                                         | 5 - 4 a. p.     | France                                                            |                                                 |                                                 |
| 4 août 2012 12:30        | M. Posteucă 6e · Maci 9e · R. Gasset 12e (csc) · I. Florea 12e · L. Croitoru 37e | (4-1, 4-3, 4-4) | 7e Favolini · 16e J.-M. Edouard · 18e S. Francois · 19e D. Samoun | O2 World, Berlin Arbitrage : Alexander Berezkin | O2 World, Berlin Arbitrage : Alexander Berezkin |
| 4 août 2012 12:30        | Rapport                                                                          |                 |                                                                   | O2 World, Berlin Arbitrage : Alexander Berezkin | O2 World, Berlin Arbitrage : Alexander Berezkin |

| Finale de promotion EBSL - groupe | France                                                                              | 5 - 3      | République tchèque                            |                                                   |                                                   |
| 23 août 2012 13:45                | G. Iborra 9e · A. Mendy 19e · O. Brüsch 19e (csc) · M. Pagis 20e · J. Basquaise 24e | (1-1, 5-1) | 12e O. Brüsch · 27e M. Chalupa · 28e J. Toman | Scheveningen, La Haye Arbitrage : Alfredo Balconi | Scheveningen, La Haye Arbitrage : Alfredo Balconi |
| 23 août 2012 13:45                | Rapport                                                                             |            |                                               | Scheveningen, La Haye Arbitrage : Alfredo Balconi | Scheveningen, La Haye Arbitrage : Alfredo Balconi |

| Finale de promotion EBSL - groupe | France           | 2 - 6      | Ukraine                                                            |                                                   |                                                   |
| 25 août 2012 11:30                | M. Pagis 18e 34e | (0-2, 1-4) | 10e 20e 33e 35e O. Zborovskyi · 6e I. Riabchuk · 16e O. Korniychuk | Scheveningen, La Haye Arbitrage : Alfredo Balconi | Scheveningen, La Haye Arbitrage : Alfredo Balconi |
| 25 août 2012 11:30                | Rapport          |            |                                                                    | Scheveningen, La Haye Arbitrage : Alfredo Balconi | Scheveningen, La Haye Arbitrage : Alfredo Balconi |

| Finale de promotion EBSL - 3e place | France                                              | 4 - 7      | Pays-Bas                                                                                |                       |                       |
| 26 août 2012 14:45                  | J. Basquaise 16e 32e · F. Marques 8e · F. Gnepo 21e | (1-2, 2-4) | 2e 16e E. van Rooijen · 30e 33e M. van Gessel · 3e P. Tosch · 18e P. Ax · 30e L. Koswal | Scheveningen, La Haye | Scheveningen, La Haye |

## Personnalités

### Encadrement technique
| Nom               | Fonction                 |
| ----------------- | ------------------------ |
| Alain Porcu       | chef de délégation       |
| Joël Cantona      | manager                  |
| Stéphane François | entraîneur-sélectionneur |
| Stéphane Pilard   | entraîneur adjoint       |
| Grégoire Sorin    | entraîneur adjoint       |
| Corentin Ventre   | kinésithérapeute         |

### Joueurs
Joueurs ayant participé à la saison 2012 de l'équipe de France de Beach Soccer :
| N° | Nom                  | Date de naissance | Club                                   | En sélection depuis | Sél. | Buts | MJ | BM |
| -- | -------------------- | ----------------- | -------------------------------------- | ------------------- | ---- | ---- | -- | -- |
|    | Salim Ben Boina      | 19 juillet 1991   | Bonneveine Beach Soccer                | 2012                | 12   | 0    | 12 | -  |
|    | Denis Fort           | 5 juillet 1980    | US Saint-Geniéroise / BS Palavas       | 2012                | 10   | 1    | 10 | 1  |
|    | Robin Gasset         | 12 février 1981   | BS Palavas                             | 2011                | 28   | 0    | 16 | -  |
|    | Jean-Daniel Padovani | 17 janvier 1980   | sans club                              | 2012                | 3    | 0    | 3  | -  |
|    | Anthony Barbotti     | 8 mars 1988       | FC Castlenau-le-Crès / BS Palavas      | 2011                | 15   | 6    | 3  | 1  |
| 7  | Jérémy Basquaise     | 21 septembre 1985 | AS Marsouins / Saint-Pauloise FC       | 2006                |      |      | 19 | 21 |
|    | Jean-Marc Édouard    | 5 juin 1979       | Marseille XII beach-soccer             | 2005                |      |      | 15 | 3  |
|    | Vincent Favolini     | 5 juin 1987       | BS Palavas                             | 2012                | 6    | 1    | 6  | 1  |
|    | Anthony Fayos        | 28 octobre 1986   | FC Sète / BS Palavas                   | 2010                |      |      | 13 | 3  |
| 8  | Stéphane François    | 11 avril 1976     | FC Martigues / Terranova Terracina BS  | 2005                |      |      | 19 | 6  |
|    | Franck Gnepo         | 12 août 1982      | Bonneveine Beach Soccer                | 2012                | 9    | 1    | 9  | 1  |
|    | Grégory Iborra       | 17 septembre 1983 | US 1er Canton                          | 2012                | 3    | 1    | 3  | 1  |
|    | Frédéric Marques     | 25 août 1978      | Bonneveine Beach Soccer                | 2012                | 3    | 1    | 3  | 1  |
|    | Anthony Mendy        | 5 octobre 1983    | O. rovenain / Marseille XII            | 2004                |      |      | 10 | 3  |
|    | Frédéric Mendy       | 29 novembre 1973  | BS Palavas                             | 2009                |      |      | 16 | 3  |
| 9  | Mickaël Pagis        | 17 août 1973      | retraité                               | 2010                |      |      | 10 | 17 |
| 5  | Didier Samoun        | 29 août 1980      | AS Gignac / Marseille XII beach-soccer | 2002                |      |      | 19 | 10 |
|    | Julien Soares        |                   | BS Palavas                             | 2010                |      |      | 10 | -  |
|    | Ghyslain Touchat     | 3 septembre 1980  | BS Palavas                             | 2011                |      |      | 3  | 1  |
|    | Romain Tossem        | 20 mai 1988       | Saint-Pauloise FC                      | 2008                |      |      | 7  | -  |

### Effectifs par rassemblement
| Nom                  | EBS Cup | EBSL étape 1 | Qualif. CdM | EBSL étape 2 | EBSL finale | TT |
| -------------------- | ------- | ------------ | ----------- | ------------ | ----------- | -- |
| Salim Ben Boina      | X       | X            |             | X            | X           | 4  |
| Denis Fort           | X       |              | X           |              |             | 2  |
| Robin Gasset         |         | X            | X           | X            | X           | 4  |
| Jean-Daniel Padovani |         |              |             |              | X           | 1  |
| Anthony Barbotti     | X       |              |             |              |             | 1  |
| Jérémy Basquaise     | X       | X            | X           | X            | X           | 5  |
| Jean-Marc Édouard    | X       | X            | X           | X            | X           | 5  |
| Vincent Favolini     |         | X            |             | X            |             | 2  |
| Anthony Fayos        |         | X            | X           | X            |             | 3  |
| Stéphane François    | X       | X            | X           | X            | X           | 5  |
| Franck Gnepo         |         | X            |             | X            | X           | 3  |
| Grégory Iborra       |         |              |             |              | X           | 1  |
| Frédéric Marques     |         |              |             |              | X           | 1  |
| Anthony Mendy        |         |              | X           |              | X           | 2  |
| Frédéric Mendy       | X       | X            | X           | X            |             | 4  |
| Mickaël Pagis        |         |              | X           |              | X           | 2  |
| Didier Samoun        | X       | X            | X           | X            | X           | 5  |
| Julien Soares        | X       |              | X           |              |             | 2  |
| Ghyslain Touchat     | X       |              |             |              |             | 1  |
| Romain Tossem        |         |              | X           |              |             | 1  |
| Nombre de joueurs    | 10      | 10           | 12          | 10           | 12          |    |

### Buteurs
| Nom               |     |     |     |     |     |     |     |     |     |     |     |     |     |     |     |     |     |     |     | TT |
| ----------------- | --- | --- | --- | --- | --- | --- | --- | --- | --- | --- | --- | --- | --- | --- | --- | --- | --- | --- | --- | -- |
| Denis Fort        |     |     |     |     |     |     | 1   |     |     |     |     |     |     |     |     |     |     |     |     | 1  |
| Anthony Barbotti  |     |     | 1   |     |     |     |     |     |     |     |     |     |     |     |     |     |     |     |     | 1  |
| Jérémy Basquaise  |     | 1   | 2   | 1   |     | 2   | 1   | 1   |     | 2   | 2   | 1   | 1   | 1   |     | 3   | 1   |     | 2   | 21 |
| Jean-Marc Édouard |     |     |     |     | 1   |     |     | 1   |     |     |     |     |     |     | 1   |     |     |     |     | 3  |
| Vincent Favolini  |     |     |     |     |     |     |     |     |     |     |     |     |     |     | 1   |     |     |     |     | 1  |
| Anthony Fayos     |     |     |     | 2   | 1   |     |     |     |     |     |     |     |     |     |     |     |     |     |     | 3  |
| Stéphane François |     |     |     |     |     |     | 1   |     | 1   | 1   |     |     | 1   |     | 1   | 1   |     |     |     | 6  |
| Franck Gnepo      |     |     |     |     |     |     |     |     |     |     |     |     |     |     |     |     |     |     | 1   | 1  |
| Grégory Iborra    |     |     |     |     |     |     |     |     |     |     |     |     |     |     |     |     | 1   |     |     | 1  |
| Frédéric Marques  |     |     |     |     |     |     |     |     |     |     |     |     |     |     |     |     |     |     | 1   | 1  |
| Anthony Mendy     |     |     |     |     |     | 1   |     |     |     |     |     | 1   |     |     |     |     | 1   |     |     | 3  |
| Frédéric Mendy    |     |     | 1   |     |     |     |     |     | 1   |     |     |     |     |     |     | 1   |     |     |     | 3  |
| Mickaël Pagis     |     |     |     | 3   | 1   | 1   | 2   | 1   | 1   |     |     | 2   | 3   |     |     |     | 1   | 2   |     | 17 |
| Didier Samoun     |     |     | 2   |     |     | 1   |     | 1   |     |     | 1   | 2   |     | 1   | 1   | 1   |     |     |     | 10 |
| Ghyslain Touchat  | 1   |     |     |     |     |     |     |     |     |     |     |     |     |     |     |     |     |     |     | 1  |
| (csc)             |     | 1   |     |     |     |     |     |     | 1   |     |     |     |     |     |     |     | 1   |     |     | 3  |
| Résultats         | 1-5 | 2-3 | 6-4 | 6-9 | 3-6 | 5-5 | 4-6 | 4-3 | 4-3 | 3-3 | 4-4 | 6-6 | 5-8 | 2-5 | 4-5 | 6-8 | 5-3 | 2-6 | 4-7 | 76 |